# Mohammed Ibrahim
Mohammed Ibrahim eller Jahangir II, född 9 augusti 1703, död 31 januari 1746, var indisk stormogul från 7 september till 29 september 1719.
Ibrahim revolterade mot de mäktiga och beryktade Saiyidbröderna, som tidigare samma år, i tur och ordning placerat Ibrahims båda bröder Rafi ad Daradjat och Djahan II på tronen, avsatt och mördat dem. Ibrahim tog själv över mogultronen, men besegrades kort därefter av bröderna, och det hela slutade med att Mohammed Nasir blev stormogul, inledningsvis som Saiyidbrödernas marionett.